# El Progreso (Honduras)
El Progreso is een stad en gemeente (gemeentecode 1804) in het Latijns-Amerikaanse land Honduras in het departement Yoro. Deze plaats werd gesticht in 1850 en is uitgegroeid tot een stad met bijna 200.000 inwoners, de zesde grootste van het land.

## Bevolking
De bevolking is als volgt verdeeld:
| Vrouwen | 101.804 | 52,6% |
| Mannen  | 91.763  | 47,4% |

## Dorpen
De gemeente bestaat uit 50 dorpen (aldea), waarvan de grootste qua inwoneraantal: El Progreso  (code 180401), Agua Blanca Sur (180403), Urraco Pueblo (180454) en La Guacamaya (180437).